# His Wife's Mother
His Wife's Mother er en amerikansk stumfilm fra 1909 af D. W. Griffith.

## Medvirkende
- John R. Cumpson som Mr. Eddie Jones
- Florence Lawrence som Mrs. Emma Jones
- Dorothy West
- Anita Hendrie
- Linda Arvidson